# Hidipo Hamutenya
Hidipo L. Hamutenya, né le 17 juin 1939 à Odibo (Sud-Ouest africain) et mort le 6 octobre 2016 à Windhoek, est un homme politique namibien, membre du Rassemblement pour la démocratie et le progrès. Il est membre du gouvernement namibien entre 1990 et 2004, durant la présidence de Sam Nujoma.

## Biographie

### Jeunesse
Hidipo Hamutenya est né dans la région d'Ohangwena, dans le nord du Sud-Ouest africain. Son père, Aaron Hamutenya, est un membre fondateur de la SWAPO. Le jeune Hamutenya poursuit des études dans les universités de Sofia en Bulgarie, Mcgill au Canada et de Syracuse aux États-Unis.

### Cadre dirigeant de la SWAPO
Hidipo Hamutenya est représentant de la SWAPO sur le continent américain entre 1965 et 1972 et secrétaire pour l'éducation de 1974 à 1976. En août 1976, il rejoint le bureau politique de la SWAPO et devient l'un des membres fondateurs de l'Institut des Nations unies pour la Namibie (INUN) à Lusaka; de 1976 à 1981, Hamutenya est le directeur adjoint de l'INUN et le responsable du département d'histoire et de sciences politiques. Entre 1978 et 1989, il fait partie de l'équipe de négociation de son organisation pour la mise en œuvre du plan des Nations unies pour l'indépendance de la Namibie. De 1981 à 1991, il est aussi le secrétaire de la SWAPO pour l'information et les relations avec les médias.

### Membre du gouvernement
En novembre 1989, Hidipo Hamutenya est élu à l'Assemblée constituante de Namibie, qui devient l'Assemblée nationale au moment de l'indépendance en mars 1990. Hamutenya est alors nommé ministre de l'information et de la communication,. Le 15 avril 1993, il devient ministre du commerce et de l'industrie, poste qu'il occupe pendant neuf ans. Le 27 août 2002, il est nommé ministre des Affaires étrangères,.

### Candidat à l'investiture
En mai 2004, Hidipo Hamutenya sollicite l'investiture de la SWAPO pour l'élection présidentielle de la même année,. Sa candidature est proposée par Mosé Penaani Tjitendero et soutenue par Hartmut Ruppel. Alors qu'il fait campagne pour obtenir cette investiture, le président Sam Nujoma l'accuse de diviser le parti dans la région d'Omaheke et le démet de ses fonctions de ministre des Affaires étrangères le 24 mai. Lors du premier tour de la primaire pour l'investiture, Hamutenya obtient 166 voix contre 213 pour Hifikepunye Pohamba; lors du second tour, le 30 mai, il est battu par Pohamba par 341 voix contre 167.

### Création du RDP
En novembre 2007, Hidipo Hamutenya démissionne de la SWAPO et de son siège à l'Assemblée nationale. Le 17 novembre, il crée un nouveau parti, le Rassemblement pour la démocratie et le progrès (RDP), avec un autre ancien ministre, Jesaya Nyamu.

### Élection présidentielle de 2009
En novembre 2009, Hidipo Hamutenya se présente comme candidat du RDP à l'élection présidentielle. Il arrive second avec 88 640 voix soit 10,91 %, loin derrière le candidat de la SWAPO et président sortant, Hifikepunye Pohamba qui est réélu avec 75,25 % des voix. Hamutenya fait cependant partie des huit membres du RDP élus députés à l'Assemblée nationale. 
À partir de septembre 2010, Hidipo Hamutenya et huit autres membres de l'opposition mettent un terme au boycott organisé pour protester contre les irrégularités constatées lors du scrutin de 2009 et acceptent de siéger à l'Assemblée nationale.